# 계절풍

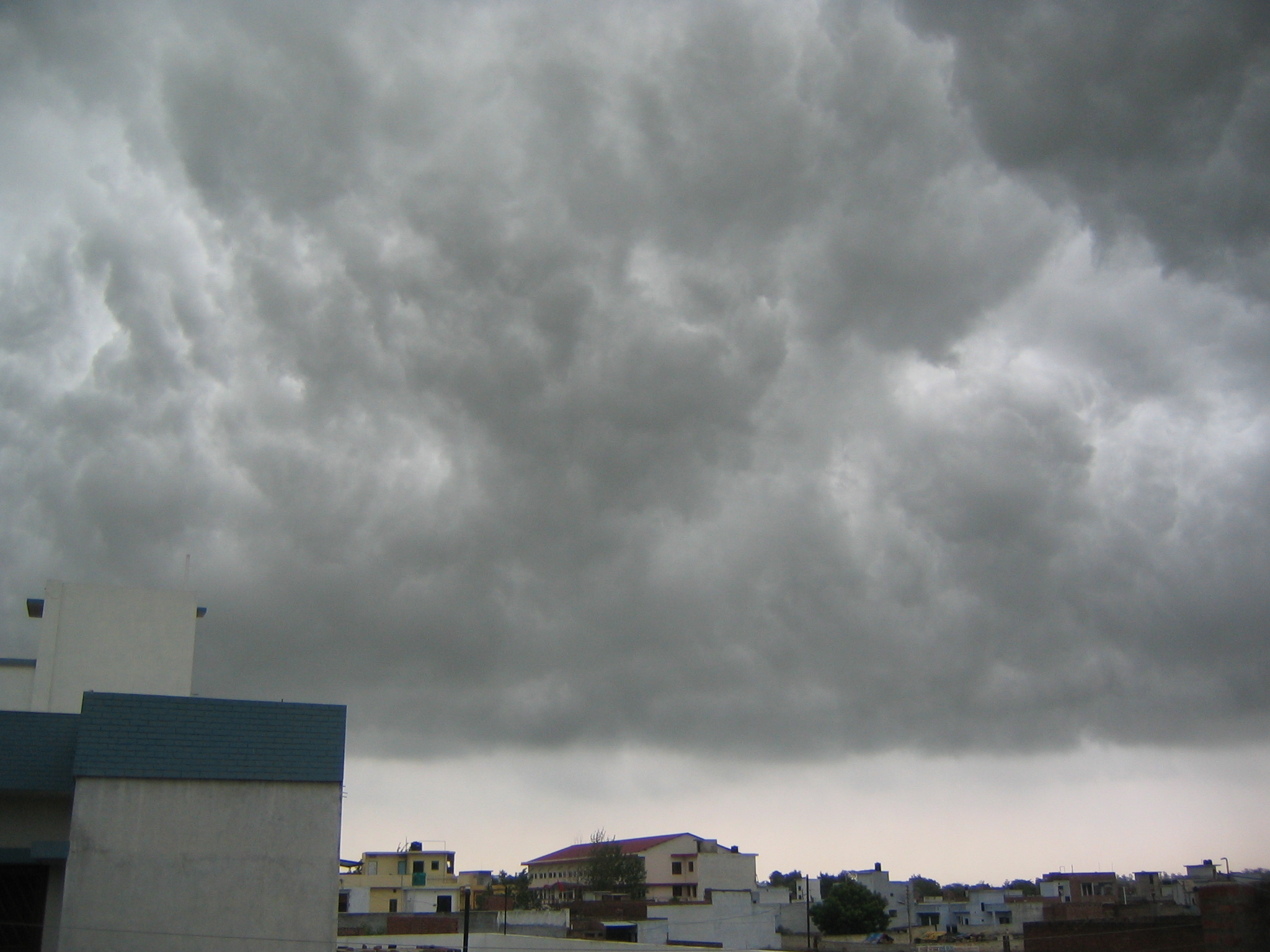
인도 러크나우의 몬순 구름.

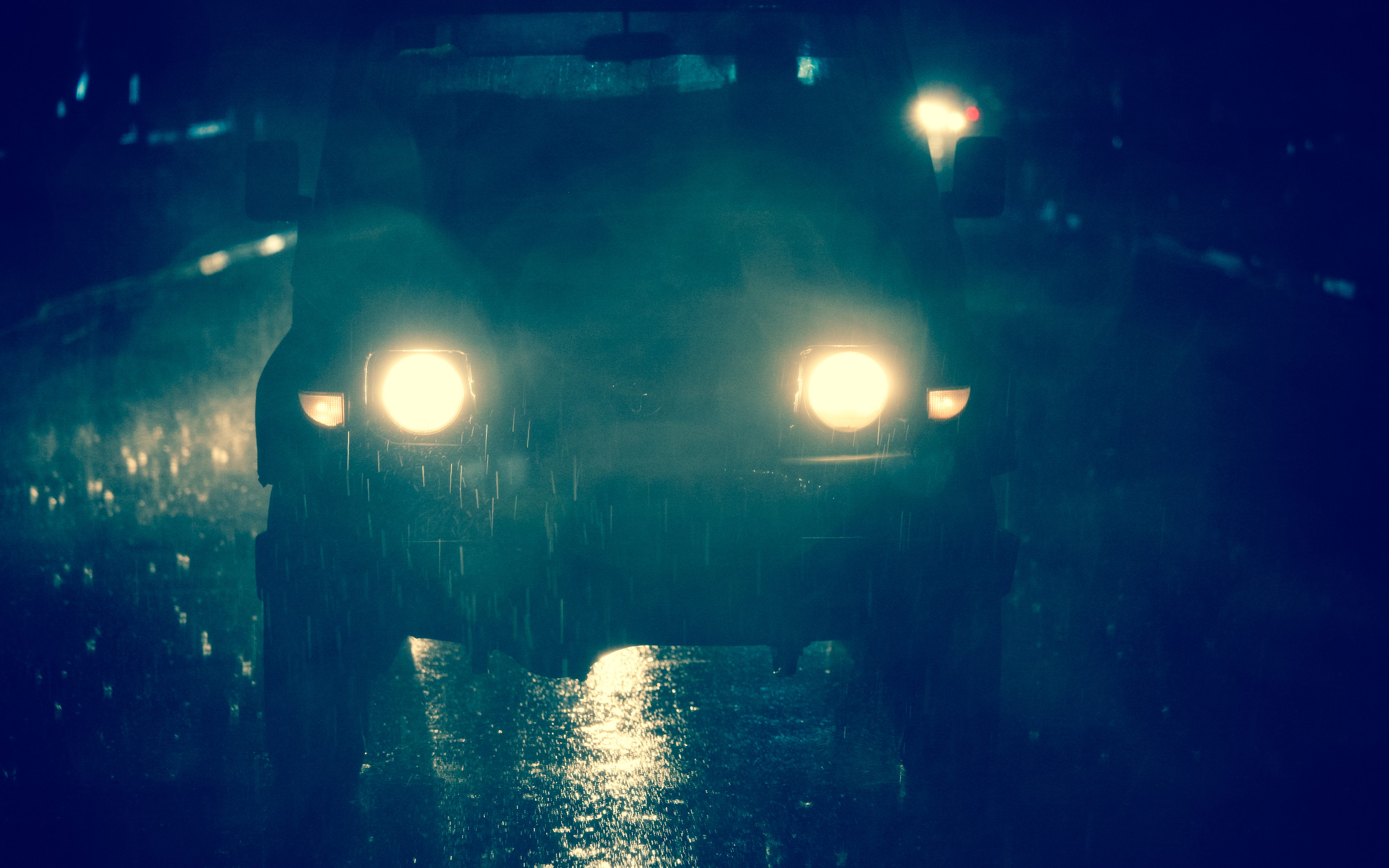
몬순 비.

계절풍(季節風, monsoon)은 1년 동안 계절에 따라 바뀌는 바람을 말한다. 주로 동아시아, 동남아시아, 남아시아 지역에서 뚜렷하게 나타난다. 여름에는 바다에서 육지쪽으로, 겨울에는 육지에서 바다쪽으로 부는 바람으로, 열대 몬순은 동남아시아 지역에 많은 양의 비를 가져온다.

## 원인
계절풍의 원인은 대륙과 해양의 비열 차이로 발생한다. 대륙은 해양보다 비열이 작아 대륙이 해양보다 빨리 데워지고, 냉각되는 특징이 나타난다.
이로 인하여 여름철에는 대륙이 해양보다 온도가 상대적으로 높아 대륙 지역에 저압대가 형성되고, 해양 지역은 대륙보다 온도가 상대적으로 낮아 고압대가 형성되어 바람이 해양에서 대륙으로 불게 된다. 이를 한국에서는 남동계절풍이라고 부르며 주로 한반도를 기준으로 일기도를 그렸을 때 남동쪽에 북태평양 고기압이 위치하고, 북쪽에 저기압이 위치하게 된다. 동남아시아와 남아시아 지역에서는 남서계절풍(남서몬순)이라고 부르는데, 주로 5월에서 10월 사이에 불며, 이때 우기가 발생한다.
겨울철에는 대륙이 해양보다 온도가 낮아 대륙 지역에는 고압대가 형성되고, 해양 지역은 대륙보다 상대적으로 온도가 높아 저압대가 형성되어 바람이 대륙에서 해양으로 불게 된다. 이를 한국에서는 북서계절풍이라고 부르며 주로 한반도를 기준으로 일기도를 그렸을 때 북서쪽에 시베리아 고기압(대륙 고기압)이 위치하고, 동쪽에 저기압이 위치하게 된다. 겨울철에는 대륙이 빠르게 냉각되지만 해양은 비열이 커서 빠르게 냉각되지 않기 때문에 대륙의 공기 밀도가 더욱 높아져 여름철의 북태평양 고기압보다 큰 고기압이 발생하게 된다. 이로 인하여 여름철보다 겨울철의 기압 경도력이 더 높아 여름철의 남동계절풍보다 겨울철의 북서계절풍의 평균 풍속이 더 높게 나타난다.

## 같이 보기
- 열대 몬순 기후

## 참고 자료
- 이 문서에는 다음커뮤니케이션(현 카카오)에서 GFDL 또는 CC-SA 라이선스로 배포한 글로벌 세계대백과사전의 내용을 기초로 작성된 글이 포함되어 있습니다.